# Mildred (Kansas)
Mildred è un centro abitato (city) degli Stati Uniti d'America, situato nella Contea di Allen, nello Stato del Kansas. In una stima del 2006 la popolazione era di 35 abitanti.

## Geografia fisica
Secondo i rilevamenti dell'United States Census Bureau, la località di Mildred si estende su una superficie di 0,6 km², tutti occupati da terre.

## Popolazione
Secondo il censimento del 2000, a Mildred vivevano 36 persone, ed erano presenti 9 gruppi familiari. La densità di popolazione era di 58,6 ab./km². Nel territorio comunale si trovavano 24 unità edificate. Per quanto riguarda la composizione etnica degli abitanti, il 94,44% era bianco e il 5,56% apparteneva a due o più razze.
Per quanto riguarda la suddivisione della popolazione in fasce d'età, il 22,2% era al di sotto dei 18, l'8,3% fra i 18 e i 24, il 27,8% fra i 25 e i 44, il 25,0% fra i 45 e i 64, mentre infine il 16,7% era al di sopra dei 65 anni di età. L'età media della popolazione era di 40 anni. Per ogni 100 donne residenti vivevano 111,8 uomini.